# Google Maps
Google Maps er en korttjeneste på nettet, udviklet af Google. Tjenesten tilbyder satellitbilleder, landkort, 360 graders panoramiske billeder af gader og veje (Street View), trafiksituation i realtid samt ruteplanlægning for rejser til fods, på cykel, i bil og med offentlig transport. Tjenesten har udspring i virksomheden Where 2 Technologies som  i 2003 blev startet af to danskere, Lars og Jens Eilstrup Rasmussen. I 2004 opkøbt Google virksomheden og teknologien hvorefter de to fortsatte med at udvikle tjenesten som ansatte i Google.
Google Maps er en pendant til Google Earth, men der er en række væsentlige forskelle:
- Google maps kræver ikke installation af et særligt program men virker ved blot at hente og vise en række billeder i en web-browser – dette ligner WMS men er det dog ikke. Google maps er i øvrigt også tilgængeligt via WMS.
- Google maps kan vise egentlige kort
- Google maps har ikke (eller kun i begrænset grad) dynamiske lag som man kan slå til og fra

Billedmaterialet ligger centralt på en server, hvorfra Google maps-siden henter billederne af de områder som brugeren ønsker at se. Detaljeringsgraden varierer afhængigt af hvilken egn af kloden man kigger på.

## Google Streetview
Googles Street View blev lanceret i maj 2007 – i første omgang for en række større amerikanske byer, og blev senere lanceret i Danmark, hvor det meste af landet er dækket ind.. Det giver brugeren mulighed for at dykke ned i gaderne og få et 360 graders indtryk af gaden. Denne funktionalitet findes også til Google Earth.